# Nucleocytoviricota
Embranchement
Familles de rang inférieur
- Ascoviridae
- Asfarviridae
- Iridoviridae
- Marseilleviridae
- Mimiviridae
- Phycodnaviridae
- Poxviridae

Les Nucleocytoviricota sont un embranchement de virus aussi connus sous le nom de grands virus nucléocytoplasmiques, en anglais nucleocytoplasmic large DNA viruses (NCLDV). Il s'agissait auparavant d'un ordre, appelé Megavirales, de virus à ADN double brin, infectant les eucaryotes,.
Les sept familles de grands virus nucléocytoplasmiques partagent des caractères génomiques et structurels mais il n'est pas certain que ces similarités soient héritées d'un ancêtre commun. Une caractéristique du groupe est le très grand génome avec des gènes impliqués notamment dans la réplication de l'ADN, la réparation de l'ADN ou la traduction. Les virus avec de plus petit génome ne contiennent généralement pas de gènes pour ces processus. La plupart des virus de cet embranchement se répliquent dans le noyau et le cytoplasme de leur hôte, d'où leur nom.
Deux classes, cinq ordres et sept familles de virus constituent cet embranchement :
- Megaviricetes
  - Algavirales
    - Phycodnaviridae

  - Imitervirales
    - Mimiviridae

  - Pimascovirales
    - Ascoviridae
    - Iridoviridae
    - Marseilleviridae
- Pokkesviricetes
  - Asfuvirales
    - Asfarviridae

  - Chitovirales
    - Poxviridae

Il existe toutefois quelques nuances dans les modalités de réplication, qui se fait exclusivement au sein du cytoplasme pour les NCLDV anciennement connus tels que les Poxviridae ou pour les girus tels que Mimivirus, tandis que le noyau joue probablement un rôle essentiel dans la réplication de la plupart des phycodnavirus.